# Cathorops arenatus
Cathorops arenatus, conhecido como bagre-amarelo ou  bagre-de-areia, é uma espécie de peixes da família Ariidae no ordem dos Siluriformes.

## Morfologia
Podem alcançar até 25 cm de longitude total. As femeas são más maiores que os machos.

## Hábitat
Vive perto dos litorais, nos estuários, a menos de 10 m de profundidade.

## Distribuição geográfica
Se encontra na América do Sul: da boca do rio Orinoco na Venezuela para o sul, na Guiana, Suriname, Guiana Francesa e norte do Brasil, nos estados do Amapá e Pará.